# 银雀山汉墓
银雀山汉墓是位于山东省临沂市银雀山的汉朝墓地群落及其纪念馆的统称。银雀山汉墓出土有竹简、漆木器、陶器、铜器和钱币等，以竹简最为珍贵。1977年被列为山东省第一批文物保护单位。

## 發掘
银雀山位于临沂市区东南，是一个小土坡。坡上原来满山遍野生长着一种灌木，叫银雀花，每逢早春，银雀花烂漫如雪，东面的土坡长着金雀花，则如黄雀飞舞，金雀山、银雀山由此得名。目前金雀花仅在市人民公园内尚存有一小块野生林，银雀花则荡然无存。
1972年4月10日上午，临沂县城关建筑管理站工作的文物爱好者老工人孟季华向文物组报告发现了一座古墓。考古工作者前往开始发掘，最初认为这只是一个普通的汉代墓穴，打算尽快结束发掘。后来一个工作者无意中发现发掘出来的竹片上有字，疑为竹简。考古工作者们立即上报，军队方面甚至派出了一个班来保护发掘工作。
命名为银雀山一号、二号墓的墓址开凿在山崖之中，两墓椁室结构基本相同，是长方形竖穴，各有一椁一棺。椁内有隔板分割，一侧是棺、另一侧是放置随葬器物的边厢。
一号墓出土竹简4942枚，包括《孙子兵法》、《孙膑兵法》、《六韬》、《尉缭子》、《墨子》、《管子》、《晏子春秋》、《唐勒》等大批先秦著作。
其中《孙子兵法》已整理出105枚，共一千余字，已发现的篇名与《宋本十一家注孙子》的十三篇相同；初次发现的《孙膑兵法》已整理出232枚，共六千余字；二号墓出土的有公元前143年的《汉武帝元光元年历谱》竹简32枚。
这些竹简的出土，特别是失传了1700多年的《孙膑兵法》在同一墓地出土，对于研究先秦历史和古代军事思想提供了极为重要的史料，解决了孙子和孙膑二人关系的历史之谜。
竹简出土时浸泡在烂泥污水中，损坏十分严重。这些竹简由当时开始发掘的文物组工作人员初步处理后，交由文物保护科学技术研究所、山东省博物馆等单位合作清洗整理。山东省博物馆、北京大学、中科院历史研究所等单位考释校订。整理好的竹简保存在山东省考古研究所，临沂汉墓竹简博物馆内只保留复制件。
出土竹简整理的精装本《银雀山汉墓竹简》原计划出三辑。第一輯已于1985年出版。。2010年1月《银雀山汉墓竹简·贰》由文物出版社出版。
其余墓地也陆续发掘。

## 出土文物
- 竹简：《孙子兵法》、《孙膑兵法》、《尉缭子》、《六韬》、《守法》、《守令》、《晏子》、《唐勒》、汉武帝《元光元年历谱》
- 陶器：陶壶、陶鼎、陶盘、茧形矩足陶壶、陶俑
- 青铜器：铜釜、铜镜、三珠钱、半两钱
- 漆器：彩绘漆盘、漆耳环、漆枕、彩绘漆耳杯
- 帛画：西汉帛画
- 木器：木枕、木柄、木梳、木门、木杖、
- 其他：栗子、核桃等

## 考古報告
- 银雀山汉墓竹简（壹），北京：文物出版社，1985年
- 银雀山汉墓竹简（贰），北京：文物出版社，2010年 ISBN 9787501017409
- 银雀山汉墓竹简（叁），（待出版）

## 博物馆

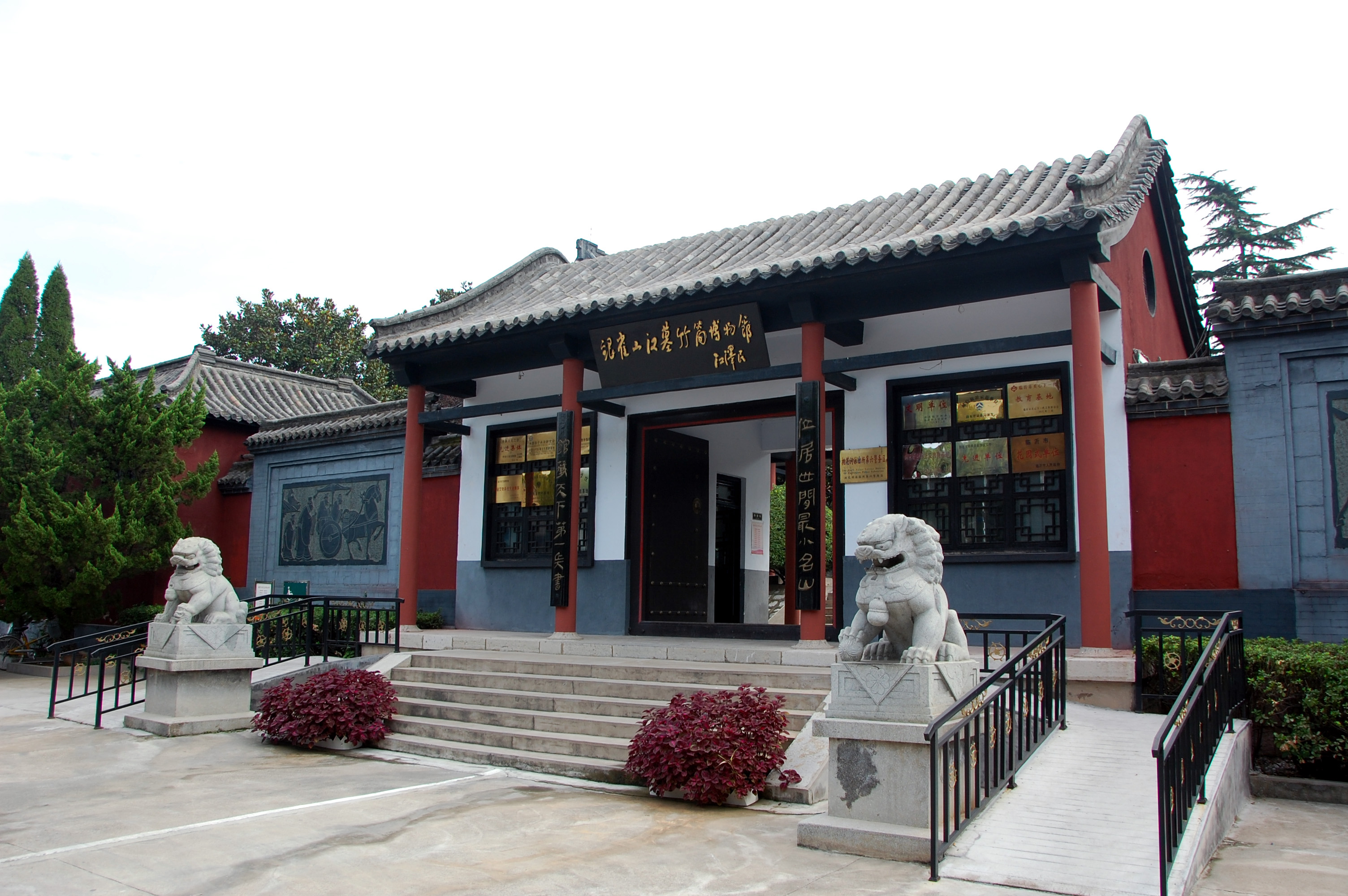
银雀山汉墓竹简博物馆

1981年银雀山汉墓竹简博物馆在汉墓遗址上兴建，1989年正式对外开放。
博物馆建在银雀山西南麓，地址为临沂市兰山区沂蒙路212号，是一座占地面积约10000平方米，建筑面积2400平方米的古典宫廷式建筑。馆内分为银雀山汉墓厅、孙子兵法展厅、孙膑兵法展厅、简牍陈列厅和文物陈列厅等五部分。
现馆内有竹简复制品、说唱俑、玛瑙印、古钱币等文物展示。